# رامون بالوماريس
رامون بالوماريس (بالإسبانية: Ramón Palomares) (و. 1935 – 2016 م) هو شاعر من فنزويلا .

## جوائز
حصل على جوائز منها:
- National Prize for Literature.